# بخش ساغر
بخش ساغر (به انگلیسی: Sagar district) یک منطقهٔ مسکونی در هند است که در Sagar division واقع شده‌است. بخش ساغر ۱۰٬۲۵۲ کیلومتر مربع مساحت و ۲٬۳۷۸٬۴۵۸ نفر جمعیت دارد.